# 大沢真知子
大沢 真知子（おおさわ まちこ、1952年11月6日 - ）は、日本女子大学人間社会学部現代社会学科教授。専門は、労働経済学。

## 経歴
東京都出身。
1975年、成蹊大学文学部日本文学科卒業。
1980年、南イリノイ大学経済学部・労働経済学専攻（博士課程）修了後、コロンビア大学で研究活動を続け、1984年に経済学博士号を取得。
シカゴ大学ヒューレット・フェロー、ミシガン大学ディアボーン校助教授、日本労働研究機構研究員、亜細亜大学助教授を経て、日本女子大学人間社会学部現代社会学科教授。
2013年4月、日本女子大学の「現代女性キャリア研究所」所長に就任した。
内閣府男女共同参画会議の専門調査会、厚生労働省のパートタイム労働研究会などの委員も務めている。

## 略歴
- 1975年 成蹊大学文学部日本文学科卒業
- 1980年 南イリノイ大学経済学部博士課程修了
- 1984年 経済学博士号取得
- 1984年 シカゴ大学ヒューレット・フェロー
- 1986年 ミシガン大学ディアボーン校助教授
- 1987年 日本労働研究機構研究員
- 1990年 亜細亜大学助教授
- 1995年 同大学教授
- 1996年 日本女子大学教授

## 主な活動
- 内閣府 仕事と生活の調和に関する専門調査会委員、男女共同参画局監視・影響専門調査会委員
- 厚生労働省 労働政策審議会労働条件分科会臨時委員
- 統計委員会委員
- 経済産業省 経済構造審議会委員
- NHK 国際放送番組審議会委員[3]

## テレビ出演
- NHK - 「くらしの経済～少子化時代！子育て応援します～」（1995年10月）
- NHK - 「ＢＳディベート～若者の雇用問題～」（2006年5月）
- NHK - 「土曜ジャーナル～家庭と仕事の両立を～」（2006年9月）
- NHK総合テレビジョン - 日曜討論「どうあるべきか？“女性活躍”社会」（2014年8月17日放送）[4]

## 著書
- 1993年 - 「経済変化と女子労働　日米の比較研究」 日本経済評論社
- 1998年 - 「新しい家族のための経済学」 中央公論新社
- 2003年 - 「非典型労働の日米欧比較」 日本労働研究機構
- 2006年 - 「ワークライフバランス社会へ」 岩波書店
- 2006年 - 「21世紀の女性と仕事」 放送大学教育振興会
- 2008年 - 「ワークライフシナジー」 岩波書店
- 2010年 - 「日本型ワーキングプアの本質」 岩波書店
- 2012年 - 「セカンド・チャンス社会へ　妻が再就職するとき」 NTT出版
- 2013年 - 「社会福祉福祉学習双書」 全国社会福祉協議会